# 1581
Évszázadok: 15. század – 16. század – 17. század
Évtizedek: 1530-as évek – 1540-es évek – 1550-es évek – 1560-as évek – 1570-es évek – 1580-as évek – 1590-es évek – 1600-as évek – 1610-es évek – 1620-as évek – 1630-as évek
Évek: 1576 – 1577 – 1578 – 1579 –  1580 – 1581 – 1582 – 1583 – 1584 – 1585 – 1586

## Események

### Határozott dátumú események
- május 12. – Báthory István erdélyi fejedelem egyetemalapítás céljából a jezsuitáknak adományozza az üresen álló kolozsvári ferences kolostort, a Farkas utcai gótikus templomot és három falut.[1]

### Határozatlan dátumú események
- az év folyamán – A nagyváradi székesegyházat Báthory István erdélyi fejedelem hadi célokra átalakíttatja.[2]

## Születések
- január 4. – James Ussher, ír érsek, kronológus († 1656)
- március 16. – Pieter Corneliszoon Hooft, holland történetíró, költő, drámaíró († 1647)
- április 24. – Páli Szent Vince, eredeti nevén Vincent de Paul, katolikus pap, a szegények segítője († 1647)
- október 9. – Claude Gaspard Bachet de Méziriac, francia matematikus, nyelvész, költő († 1638)
- október 21. – Domenichino, avagy Domenico Zampieri, bolognai barokk festő († 1641)

Bizonytalan dátum
- Gaspare Aselli, itáliai orvos († 1626)
- Edmund Gunter, walesi származású angol matematikus, tanár († 1626)
- Jean Duvergier de Hauranne, francia szerzetes, a janzenizmus meghonosítója Franciaországban († 1643)
- Thomas Overbury, angol költő és esszéíró († 1613)

## Halálozások
- február 15. – Bocskai Erzsébet, Bocskai István nővére, Báthory Kristóf felesége, Báthory Zsigmond anyja (* 1550-es évek)
- május 27. – Báthory Kristóf, erdélyi fejedelem (* 1530)